# Zgrada župnog dvora i prve škole u Ložišćima
Zgrada župnog dvora i prve škole nalazi se u Ložišćima, u općina Milna, otok Brač.

## Opis
Sjeverno od župne crkve sv. Ivana i Pavla 1857. sagrađena je zgrada župnog dvora i prva škola u Ložišćima. Kamena dvokatnica s tri visoka luminara u potkrovlju vrijedan je primjer stambene i javne arhitekture polovine 19. stoljeća.